# Selección de fútbol de San Marino
La selección de fútbol de San Marino es el equipo representativo del país europeo en las competiciones internacionales. Su organización está a cargo de la Federación Sanmarinense de Fútbol, perteneciente a la UEFA.
Contando principalmente con jugadores amateur y algunos semiprofesionales, es considerada como una de las peores selecciones del mundo. A lo largo de su historia, ha ganado solo en tres ocasiones, todas estas contra Liechtenstein y sólo dos de éstas fue en partidos de carácter oficial (por la Liga de Naciones en 2024). Esto se ha reflejado históricamente en sus bajas posiciones en la clasificación mundial de la FIFA, manteniendo el último lugar de este ránking desde noviembre de 2018 a la fecha.

## Historia

### Creación de la selección
Aunque la Federación Sanmarinense de Fútbol se fundó en 1932, la república de San Marino no contó con una selección nacional hasta 1986. Ese año, el organismo creó un combinado nacional, que se enfrentó al equipo olímpico de Canadá en un partido amistoso. Un año después, San Marino participó en los Juegos Mediterráneos de 1987, su primera competición. Finalmente, la UEFA y la FIFA reconocieron al país en 1988, lo que les permitiría disputar torneos internacionales. Antes del reconocimiento, los jugadores que nacían en San Marino eran italianos a efectos futbolísticos.

### Años 1990
El primer partido de San Marino en una competición reconocida por la FIFA fue el 14 de noviembre de 1990, frente a Suiza en un encuentro clasificatorio para la Eurocopa 1992, que se saldó con derrota por 4:0. En el resto de la fase, San Marino perdió todos sus partidos, solo marcó un gol y encajó 33 en contra. En las clasificatorias para la Copa Mundial de 1994, San Marino encajó una goleada por 0:10 frente a Noruega, pero consiguió su primer resultado positivo al empatar frente a Turquía, por 0:0 el 10 de marzo de 1993 en Serravalle. En su último choque, frente a Inglaterra en el Estadio Renato Dall'Ara de Bolonia, el sanmarinés Davide Gualtieri anotó el gol más rápido en la historia de las rondas clasificatorias en ese entonces, a los ocho segundos de empezar, pero el combinado terminó perdiendo por 7:1. San Marino finalizó colista del grupo con un punto, y 50 goles encajados en 27 partidos.
En los años posteriores, San Marino no ganó un solo partido. En la clasificación para la Eurocopa 1996, el combinado finalizó colista con 2 goles a favor y 36 en contra, marcando su primer gol como visitante, en una derrota por 4:1 frente a Finlandia. En la clasificación de UEFA para la Copa Mundial de Fútbol de 1998, los sanmarinenses cayeron en todos sus enfrentamientos por tres goles o más, sin anotar.

### Años 2000
En abril de 2001, los sanmarineses empataron 1:1 frente a Letonia en Riga, su primer punto fuera de casa. Dos años después, la selección empató frente a Liechtenstein por 2:2. El 28 de abril de 2004 se produjo la primera victoria internacional de la selección de San Marino, por 1:0 contra Liechtenstein en un partido amistoso celebrado en Serravalle. En el minuto 5, el delantero Andy Selva marcó de tiro libre para los sanmarinenses, que lograron aguantar la ventaja durante todo el encuentro. La victoria fue celebrada en el país como un éxito deportivo. Pese a ello, el equipo todavía no había ganado ningún partido en competiciones oficiales. El 6 de septiembre de 2006, el país encajó su derrota más abultada, después de que Alemania les derrotara por 0:13 en su propio campo, ostentó el récord del equipo europeo más goleado en un partido oficial, pero fue arrebatado por la selección de Gibraltar en 2023 que cayó 14:0 contra Francia por las eliminatorias a la Eurocopa de Alemania 2024.

### Años 2010
En la clasificación de UEFA para la Copa Mundial de Fútbol de 2014 disputó su primer partido ante Montenegro el 11 de septiembre de 2012 con una derrota por 0:6. El 12 de octubre de 2012, disputó su siguiente partido ante Inglaterra, perdiendo 5:0. Tras ello la selección tuvo la oportunidad de sumar ante Moldavia. Cuando el encuentro parecía terminar 0:0, Serghei Dadu y Alexandru Epureanu anotaron y le dieron el triunfo a Moldavia; luego, cayó 3:0 ante Montenegro. Finalmente, la selección quedó última en su grupo. El 22 de marzo de 2013, la selección sanmarinense cayó por 0:8 de nuevo frente a Inglaterra. El 10 de septiembre de 2013 Allessandro Della Valle marcó un gol ante Polonia en la derrota por 1:5 por un partido clasificatorio a Brasil 2014.
En la clasificación para la Eurocopa 2016, San Marino compartió el grupo E junto a Inglaterra, Suiza, Estonia, Lituania y Eslovenia. Empezó perdiendo en Serravalle frente a Lituania por 0:2, luego perdió en Londres frente a Inglaterra por 5:0, le siguió otra derrota de local frente a Suiza por 0:4. El 15 de noviembre del 2014 en Serravalle, San Marino sacó un resultado histórico al empatar por 0:0 frente a Estonia. Esto le permitió subir en el Ranking FIFA al puesto 180. Posteriormente anotaría su primer gol en esta competición al perder en 2:1 frente a Lituania. Con esto, tendría solamente un punto y un gol a favor al final de la competición por clasificar a la Eurocopa 2016.
El día 11 de octubre de 2016, durante la clasificación de UEFA para la Copa Mundial de Fútbol de 2018, se disputaban 54 minutos en el partido contra Noruega cuando Mattia Stefanelli logró convertir el empate parcial 1:1, lo que sería significativo a pesar del resultado final 4:1 a favor de los nórdicos. Previamente, había sido derrotado 0:1 de local por Azerbaiyán y 4:0 en Belfast frente a Irlanda del Norte. Más tarde, el 4 de septiembre de 2017, San Marino perdía 4:0 contra Azerbaiyán, cuando en el minuto 73 el mediocampista Mirko Palazzi anotó de cabeza el 4:1 parcial en un partido que finalizaría 5:1. Esto suponía dos goles de visitante en una misma competición, algo que no había sucedido antes. En medio de estos partidos, fue derrotado 0:8 y 7:0 por Alemania, 0:6 por República Checa y 0:3 por Irlanda del Norte. Luego del partido frente a Azerbaiyán, cayó 0:8 con Noruega y 5:0 con República Checa. Finalizó último en su grupo, con 0 puntos, 2 goles a favor y 51 en contra, siendo la peor selección de esta eliminatoria.
En la Liga de Naciones de la UEFA 2018-19, participó en la Liga D, quedando último de su grupo perdiendo los 6 partidos disputados y con un balance de goles de 0 a favor y 16 en contra.

### Años 2020
En el primer partido de la Liga de las Naciones de la UEFA 2020-21 cae ante Gibraltar a domicilio por 1:0, llegando a los 100 partidos consecutivos sin ganar. En la segunda jornada (disputada en septiembre), pierde por 0:2 ante Liechtenstein, y también por 0:4 ante Eslovenia en un amistoso disputado el 7 de octubre. Seis días después empata 0:0 ante Liechtenstein en Vaduz por la tercera jornada de la Liga de las Naciones, logrando cortar una racha de 6 años de derrotas y consiguiendo el segundo empate a domicilio de su historia y su primer punto en la Liga de las Naciones. Un mes después, jugó un amistoso contra Letonia perdiendo 0:3. En la última jornada de la Liga de las Naciones, empata 0:0 contra Gibraltar, consiguiendo varios récords; máxima puntuación en una competición oficial, mayor racha de partidos sin perder en competición oficial y más partidos imbatido en competición oficial.
En la fase de clasificación de UEFA para la Copa Mundial de Fútbol de 2022, San Marino termina último de grupo, con 10 derrotas, 1 gol a favor y 46 en contra, siendo el equipo más goleado y menos goleador de toda la competición. Asimismo encajó goleadas notorias, tales como 1:7 ante Polonia, o 0:10 ante Inglaterra en la última jornada.
El 28 de marzo de 2022, San Marino jugó el primer partido oficial de su historia contra un equipo no europeo, en un amistoso disputado ante Cabo Verde, terminando en una derrota por 2:0. El 21 de septiembre de ese mismo año disputó su segundo partido ante un equipo no europeo, un amistoso ante Seychelles, una de las selecciones más débiles de África, logrando empatar 0:0, rompiendo así una racha de 19 derrotas consecutivas.
En la Liga de Naciones de la UEFA 2022-23, queda encuadrada en el grupo D2 de la Liga, junto a las selecciones de Estonia y Malta, quedando último, perdiendo los 4 partidos disputados, sin marcar un gol y encajando 9.
En la fecha FIFA de noviembre de 2022, se enfrentó por tercera vez a una selección no europea, siendo su rival Santa Lucía, una de las selecciones más débiles de Concacaf, enfrentándola en dos partidos amistosos en condición de visitante los días 17 y 20 de noviembre, donde a diferencia del rendimiento mostrado en el anterior partido contra Seychelles, San Marino se vio superado por su rival, logrando empatar el primer partido 1:1 al último minuto y el segundo perdiéndolo por una mínima diferencia de 1:0.
En la Clasificación para la Eurocopa 2024, nuevamente perdería todos sus partidos, sin embargo, en las últimas tres fechas conseguiría un récord histórico para el país al marcar tres goles en tres partidos seguidos (Dinamarca, Kazajistán y Finlandia, respectivamente).
A inicios de 2024 y previo a la liga de Naciones, jugaría amistosos frente a San Cristóbal y Nieves, en el primero perdería 3-1 dónde Filippo Berardi abrió el marcador para San Marino, pero no lograrían aguantar el resultado. En el siguiente volvería a enfrentar a la misma selección, logrando un empate 0-0. En los siguientes partidos perdería 4-0 con Eslovenia y 4-1 con Chipre con un tanto de Simone Giocondi para los sanmarinenses.
El 5 de septiembre de 2024, durante la primera fecha de la Liga de Naciones de la UEFA 2024-25, San Marino derrotaría 1-0 a Liechtenstein con un tanto de Nicko Sensoli, consiguiendo la segunda victoria de su historia (y la primera en una competición oficial) después de 20 años y 141 partidos de sequía (135 derrotas y 6 empates).
El 18 de noviembre, el equipo hace historia al conseguir el ascenso a la Liga C tras quedar líder de grupo con dos victorias y un empate, al empatar a 1 con Gibraltar y vencer 1-3 a Liechtenstein con goles de Lorenzo Lazzari, Nicola Nanni de penal y Alessandro Golinucci consiguiendo así varios récords: más victorias en una competición, mayor racha de partidos sin perder, primera victoria de visitante y más goles en un partido.

## Uniforme
Los uniformes de la selección de fútbol de San Marino comenzaron con una camiseta celeste de local y una blanca de suplente, unos años más tarde, el color celeste se reemplazó por el azul. 
El primer patrocinador fue la marca inglesa Admiral, cuyo contrato duró hasta 2010, cuando fue remplazada por Adidas. Desde 2022, la selección es patrocinada por la empresa italiana Erreà, bajo el Esquema de asistencia de equipaciones de la UEFA (Programa de apoyo de la UEFA para selecciones de bajo nivel). 

#### Uniforme titular
| 1985-87   | 1988-90   | 1991      | 1992-97 | 1998-99   | 2000-2002 | 2005-2008 | 2009-2010 | 2010-2012 |  |  |  |  |  |  |  |
| 2011-2013 | 2014-2016 | 2016-2017 | 2018    | 2019-2020 | 2020-2021 | 2022      |           |           |  |  |  |  |  |  |  |

#### Uniforme suplente
| 1985-87   | 1991      | 1998-2002 | 2004 | 2005-2008 | 2008-2010 | 2010-2012 | 2012-2014 | 2014-2016 |
| 2016-2017 | 2018-2019 | 2020-2022 | 2022 |           |           |           |           |           |

#### Tercer uniforme
| 2019-2020 | 2020-2021 | 90th FSGC 2022 | 2022 |

## Escudo

Logo de 1986 a 2021.
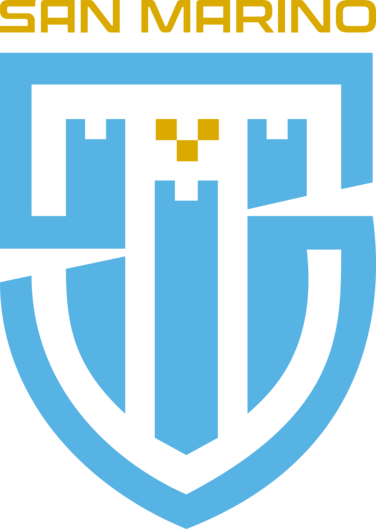
Logo desde 2021.

## Estadio

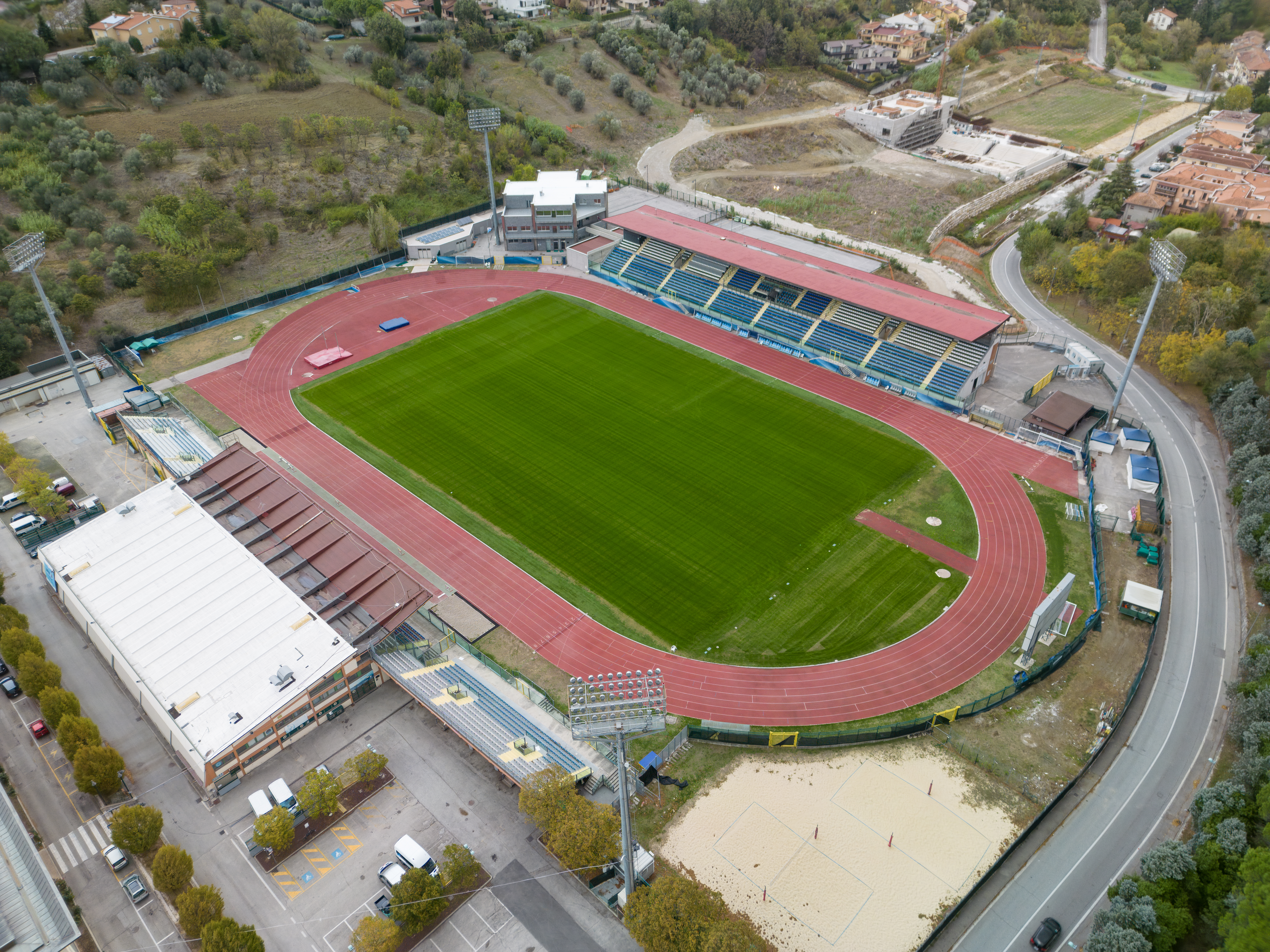
Estadio Olímpico de San Marino.

San Marino cuenta con un campo para sus partidos internacionales, el Estadio Olímpico de San Marino, ubicado en la ciudad de Serravalle y con capacidad para 6 664 espectadores. La cancha es de césped artificial y fungía como sede del club San Marino Calcio, equipo de la república que jugaba en el fútbol italiano hasta su desaparición en 2019. En él también se disputan los partidos más importantes de la liga y copa nacionales.
Generalmente, la asistencia al "Stadio Olimpico" es baja, y en ocasiones han acudido más aficionados rivales que locales. El recinto cumple con todas las condiciones para albergar competiciones europeas (como la Liga de Campeones de la UEFA o la Liga de Naciones de la UEFA); sin embargo, por razones de seguridad, la Serenissima ha tenido que disputar partidos como local fuera de sus fronteras, especialmente en los años 1990, cuando algunos encuentros que debían realizarse en Serravalle se celebraron en el Stadio Renato Dall'Ara de Bolonia (Italia).

## Jugadores
Al ser un micro-Estado de alrededor de 34 000 habitantes, la Federación Sanmarinense solo puede contar con algo más de 1000 futbolistas, la mayoría de ellos aficionados. Por consiguiente, es común que la selección tenga malos resultados. Solo unos pocos seleccionados han jugado en su etapa profesional, como Massimo Bonini, mediocentro defensivo de la Juventus de Turín en los años 1980. En otros casos, hay descendientes como el mencionado Andy Selva, nacido en Italia, de madre sanmarinense y máximo goleador en la historia del combinado, con 8 tantos, y también nacionalizados como Danilo Rinaldi, Dante Rossi o Adolfo Hirsch, de origen argentino.

### Última convocatoria
Convocados para los partidos de marzo de 2025 ante Chipre y Rumania.
| No. | Pos. | Jugador              | Fecha de nacimiento (edad)        | Apa. | Goles | Club               |
| --- | ---- | -------------------- | --------------------------------- | ---- | ----- | ------------------ |
| 1   | POR  | Edoardo Colombo      | 24 de enero de 2001 (24 años)     | 11   | 0     | Forlì              |
| 13  | POR  | Matteo Zavoli        | 6 de julio de 1996 (28 años)      | 1    | 0     | La Fiorita         |
| 16  | POR  | Pietro Amici         | 27 de enero de 2004 (21 años)     | 1    | 0     | Fossombrone        |
|     |      |                      |                                   |      |       |                    |
| 2   | DEF  | Giacomo Benvenuti    | 3 de febrero de 2006 (19 años)    | 7    | 0     | Sassuolo Primavera |
| 3   | DEF  | Tommaso Benvenuti    | 3 de febrero de 2006 (19 años)    | 7    | 0     | Sassuolo Primavera |
| 4   | DEF  | Filippo Fabbri       | 7 de enero de 2002 (23 años)      | 31   | 1     | Victor San Marino  |
| 5   | DEF  | Michele Cevoli       | 22 de julio de 1998 (26 años)     | 30   | 0     | Juvenes/Dogana     |
| 6   | DEF  | Dante Rossi          | 12 de julio de 1987 (37 años)     | 36   | 0     | Foligno            |
| 12  | DEF  | Alessandro Tosi      | 8 de abril de 2001 (24 años)      | 24   | 0     | Victor San Marino  |
| 14  | DEF  | Giacomo Valentini    | 26 de junio de 2001 (23 años)     | 4    | 0     | Juvenes/Dogana     |
| 15  | DEF  | Marco Pasolini       | 26 de abril de 2003 (22 años)     | 3    | 0     | Pietracuta         |
| 21  | DEF  | Alberto Riccardi     | 1 de octubre de 2006 (18 años)    | 1    | 0     | La Fiorita         |
| 24  | DEF  | Giacomo Matteoni     | 11 de abril de 2002 (23 años)     | 0    | 0     | Pietracuta         |
|     |      |                      |                                   |      |       |                    |
| 8   | MED  | Lorenzo Capicchioni  | 19 de enero de 2002 (23 años)     | 16   | 0     | Pietracuta         |
| 11  | MED  | Andrea Contadini     | 18 de agosto de 2002 (22 años)    | 12   | 0     | Pietracuta         |
| 17  | MED  | Alessandro Golinucci | 10 de octubre de 1994 (30 años)   | 59   | 2     | Virtus             |
| 18  | MED  | Samuele Zannoni      | 29 de abril de 2002 (23 años)     | 8    | 1     | Pietracuta         |
| 22  | MED  | Marcello Mularoni    | 8 de septiembre de 1998 (26 años) | 46   | 0     | Cosmos             |
| 23  | MED  | Matteo Valli Casadei | 1 de junio de 2005 (20 años)      | 8    | 0     | Vanchiglia         |
| 25  | MED  | Simone Giocondi      | 28 de abril de 2002 (23 años)     | 3    | 1     | Tivoli             |
| 26  | MED  | Simone Tamagnini     | 17 de enero de 2008 (17 años)     | 0    | 0     | San Marino Academy |
| 28  | MED  | Lorenzo Lazzari      | 6 de junio de 2003 (22 años)      | 16   | 2     | Victor San Marino  |
|     |      |                      |                                   |      |       |                    |
| 7   | DEL  | Simone Santi         | 3 de mayo de 2004 (21 años)       | 1    | 0     | San Marino Academy |
| 9   | DEL  | Nicola Nanni         | 2 de mayo de 2000 (25 años)       | 44   | 3     | Torres             |
| 10  | DEL  | Filippo Berardi      | 18 de mayo de 1997 (28 años)      | 35   | 3     | Vibonese           |
| 19  | DEL  | Nicolas Giacopetti   | 5 de junio de 2006 (19 años)      | 7    | 0     | San Marino Academy |
| 20  | DEL  | Nicko Sensoli        | 14 de junio de 2005 (20 años)     | 11   | 1     | Tre Fiori          |
| 27  | DEL  | Matteo Vitaioli      | 27 de octubre de 1989 (35 años)   | 97   | 1     | La Fiorita         |

## Récords

### Más participaciones

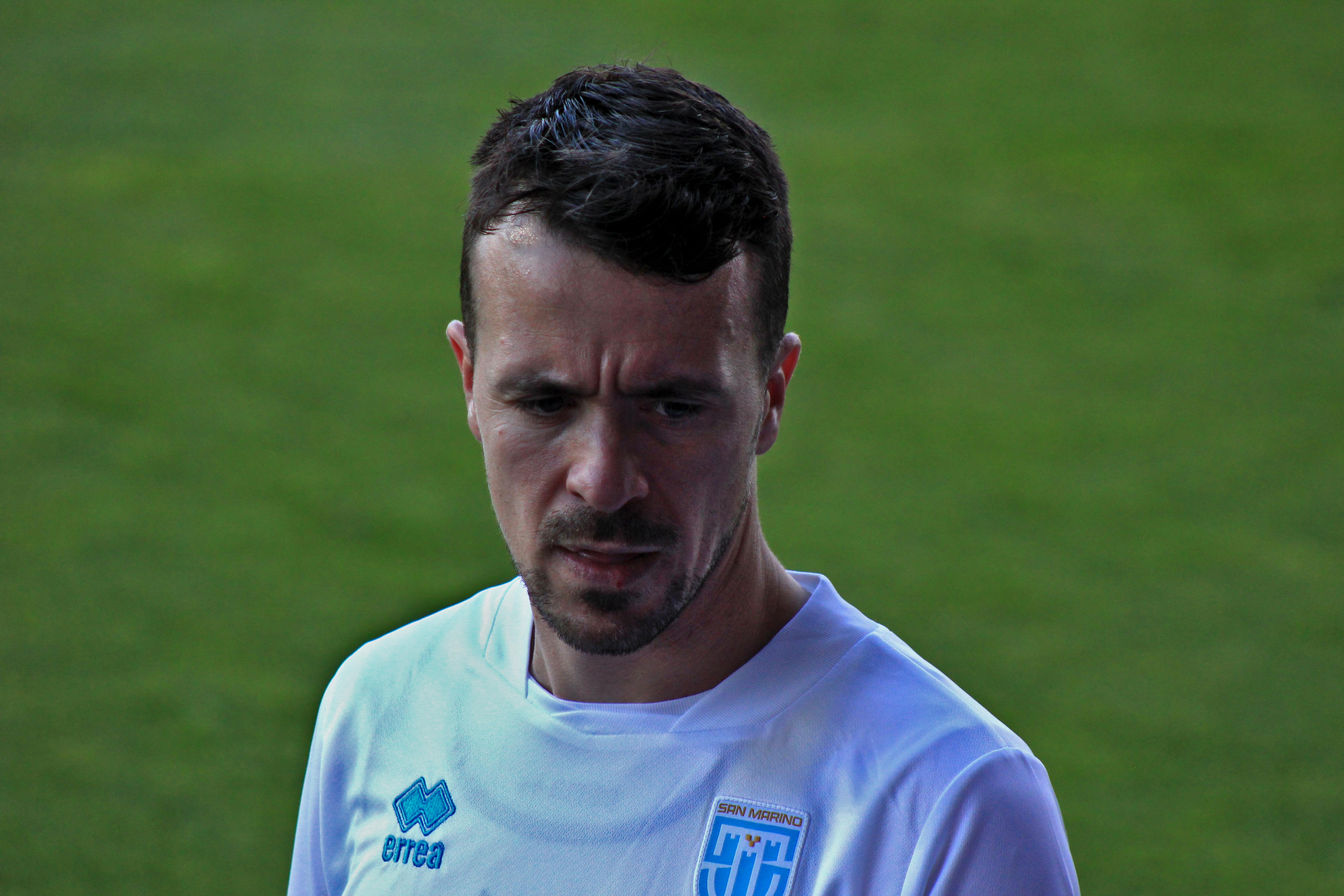
Matteo Vitaioli, jugador con mayor cantidad de partidos jugados.

Actualizado al último partido jugado el 18 de noviembre de 2024
| Pos. | Nombre                 | Período   | Partidos | Goles |
| ---- | ---------------------- | --------- | -------- | ----- |
| 1    | Matteo Vitaioli        | 2007–act. | 99       | 1     |
| 2    | Mirko Palazzi          | 2005–act. | 76       | 1     |
| 3    | Andy Selva             | 1998–2016 | 73       | 8     |
| 4    | Davide Simoncini       | 2006–2021 | 69       | 0     |
| =    | Damiano Vannucci       | 1996–2012 | 69       | 0     |
| 6    | Alessandro Della Valle | 2002–2017 | 65       | 1     |
| =    | Aldo Junior Simoncini  | 2006–2023 | 65       | 0     |
| 8    | Simone Bacciocchi      | 1998–2013 | 60       | 0     |
| =    | Adolfo Hirsch          | 2011–2013 | 60       | 0     |
| 10   | Alessandro Golinucci   | 2015–act. | 56       | 2     |

### Más goles

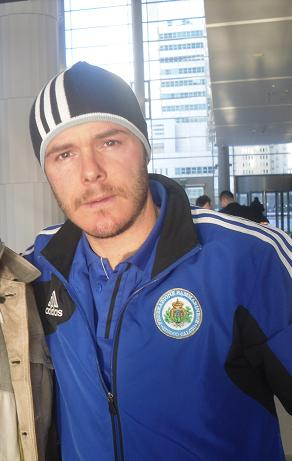
Andy Selva, jugador con mayor cantidad de goles anotados.

Actualizado al último partido jugado el 18 de noviembre de 2024
| Pos. | Nombre               | Período   | Goles | Partidos |
| ---- | -------------------- | --------- | ----- | -------- |
| 1    | Andy Selva           | 1998–2016 | 8     | 73       |
| 2    | Filippo Berardi      | 2016–act. | 3     | 35       |
| =    | Nicola Nanni         | 2018–act. | 3     | 43       |
| 4    | Lorenzo Lazzari      | 2022–act. | 2     | 16       |
| =    | Alessandro Golinucci | 2015–act. | 2     | 56       |
| =    | Manuel Marani        | 2003–2012 | 2     | 32       |

## Entrenadores
| Período       | Entrenador           |
| ------------- | -------------------- |
| 1986-1990     | Giulio Casali        |
| 1990–1996     | Giorgio Leoni        |
| 1996–1998     | Massimo Bonini       |
| 1998–2013     | Giampaolo Mazza      |
| 2013–2017     | Pierangelo Manzaroli |
| 2018–2021     | Franco Varrella      |
| 2022–2023     | Fabrizio Costantini  |
| 2023-presente | Roberto Cevoli       |

## Resultados

### Últimos partidos y próximos encuentros
Actualizado al último partido jugado el 24 de marzo de 2025
| Fecha                    | Ciudad           | Local                | Resultado | Visitante     | Competición                 |
| ------------------------ | ---------------- | -------------------- | --------- | ------------- | --------------------------- |
| 5 de junio de 2024       | Wiener Neustadt  | Eslovaquia           | 4:0       | San Marino    | Partido amistoso            |
| 11 de junio de 2024      | Serravalle       | San Marino           | 1:4       | Chipre        | Partido amistoso            |
| 5 de septiembre de 2024  | Serravalle       | San Marino           | 1:0       | Liechtenstein | Liga de Naciones UEFA 24/25 |
| 10 de septiembre de 2024 | Chisinau         | Moldavia             | 1:0       | San Marino    | Partido amistoso            |
| 10 de octubre de 2024    | Punta Europa     | Gibraltar            | 1:0       | San Marino    | Liga de Naciones UEFA 24/25 |
| 13 de octubre de 2024    | Andorra la Vieja | Andorra              | 2:0       | San Marino    | Partido amistoso            |
| 15 de noviembre de 2024  | Serravalle       | San Marino           | 1:1       | Gibraltar     | Liga de Naciones UEFA 24/25 |
| 18 de noviembre de 2024  | Vaduz            | Liechtenstein        | 1:3       | San Marino    | Liga de Naciones UEFA 24/25 |
| 21 de marzo de 2025      | Larnaca          | Chipre               | 2:0       | San Marino    | Clasificación Mundial 2026  |
| 24 de marzo de 2025      | Serravalle       | San Marino           | 1:5       | Rumania       | Clasificación Mundial 2026  |
| 07 de junio de 2025      | Zenica           | Bosnia y Herzegovina | 1:0       | San Marino    | Clasificación Mundial 2026  |
| 10 de junio de 2025      | Serravalle       | San Marino           | 0:4       | Austria       | Clasificación Mundial 2026  |

## Estadísticas

### Copa Mundial de Fútbol
| Copa Mundial de Fútbol | Copa Mundial de Fútbol | Copa Mundial de Fútbol | Copa Mundial de Fútbol | Copa Mundial de Fútbol | Copa Mundial de Fútbol | Copa Mundial de Fútbol | Copa Mundial de Fútbol |
| Año                    | Ronda                  | J                      | G                      | E                      | P                      | GF                     | GC                     |
| ---------------------- | ---------------------- | ---------------------- | ---------------------- | ---------------------- | ---------------------- | ---------------------- | ---------------------- |
| 1930                   | No participó           | No participó           | No participó           | No participó           | No participó           | No participó           | No participó           |
| 1934                   | No participó           | No participó           | No participó           | No participó           | No participó           | No participó           | No participó           |
| 1938                   | No participó           | No participó           | No participó           | No participó           | No participó           | No participó           | No participó           |
| 1950                   | No participó           | No participó           | No participó           | No participó           | No participó           | No participó           | No participó           |
| 1954                   | No participó           | No participó           | No participó           | No participó           | No participó           | No participó           | No participó           |
| 1958                   | No participó           | No participó           | No participó           | No participó           | No participó           | No participó           | No participó           |
| 1962                   | No participó           | No participó           | No participó           | No participó           | No participó           | No participó           | No participó           |
| 1966                   | No participó           | No participó           | No participó           | No participó           | No participó           | No participó           | No participó           |
| 1970                   | No participó           | No participó           | No participó           | No participó           | No participó           | No participó           | No participó           |
| 1974                   | No participó           | No participó           | No participó           | No participó           | No participó           | No participó           | No participó           |
| 1978                   | No participó           | No participó           | No participó           | No participó           | No participó           | No participó           | No participó           |
| 1982                   | No participó           | No participó           | No participó           | No participó           | No participó           | No participó           | No participó           |
| 1986                   | No participó           | No participó           | No participó           | No participó           | No participó           | No participó           | No participó           |
| 1990                   | No participó           | No participó           | No participó           | No participó           | No participó           | No participó           | No participó           |
| 1994                   | No clasificó           | No clasificó           | No clasificó           | No clasificó           | No clasificó           | No clasificó           | No clasificó           |
| 1998                   | No clasificó           | No clasificó           | No clasificó           | No clasificó           | No clasificó           | No clasificó           | No clasificó           |
| 2002                   | No clasificó           | No clasificó           | No clasificó           | No clasificó           | No clasificó           | No clasificó           | No clasificó           |
| 2006                   | No clasificó           | No clasificó           | No clasificó           | No clasificó           | No clasificó           | No clasificó           | No clasificó           |
| 2010                   | No clasificó           | No clasificó           | No clasificó           | No clasificó           | No clasificó           | No clasificó           | No clasificó           |
| 2014                   | No clasificó           | No clasificó           | No clasificó           | No clasificó           | No clasificó           | No clasificó           | No clasificó           |
| 2018                   | No clasificó           | No clasificó           | No clasificó           | No clasificó           | No clasificó           | No clasificó           | No clasificó           |
| 2022                   | No clasificó           | No clasificó           | No clasificó           | No clasificó           | No clasificó           | No clasificó           | No clasificó           |
| 2026                   | Por disputarse         | Por disputarse         | Por disputarse         | Por disputarse         | Por disputarse         | Por disputarse         | Por disputarse         |
| 2030                   | Por disputarse         | Por disputarse         | Por disputarse         | Por disputarse         | Por disputarse         | Por disputarse         | Por disputarse         |
| 2034                   | Por disputarse         | Por disputarse         | Por disputarse         | Por disputarse         | Por disputarse         | Por disputarse         | Por disputarse         |
| Total                  | 0/22                   | -                      | -                      | -                      | -                      | -                      | -                      |

### Eurocopa
| Eurocopa | Eurocopa     | Eurocopa     | Eurocopa     | Eurocopa     | Eurocopa     | Eurocopa     | Eurocopa     |
| Año      | Ronda        | J            | G            | E            | P            | GF           | GC           |
| -------- | ------------ | ------------ | ------------ | ------------ | ------------ | ------------ | ------------ |
| 1960     | No participó | No participó | No participó | No participó | No participó | No participó | No participó |
| 1964     | No participó | No participó | No participó | No participó | No participó | No participó | No participó |
| 1968     | No participó | No participó | No participó | No participó | No participó | No participó | No participó |
| 1972     | No participó | No participó | No participó | No participó | No participó | No participó | No participó |
| 1976     | No participó | No participó | No participó | No participó | No participó | No participó | No participó |
| 1980     | No participó | No participó | No participó | No participó | No participó | No participó | No participó |
| 1984     | No participó | No participó | No participó | No participó | No participó | No participó | No participó |
| 1988     | No participó | No participó | No participó | No participó | No participó | No participó | No participó |
| 1992     | No clasificó | No clasificó | No clasificó | No clasificó | No clasificó | No clasificó | No clasificó |
| 1996     | No clasificó | No clasificó | No clasificó | No clasificó | No clasificó | No clasificó | No clasificó |
| 2000     | No clasificó | No clasificó | No clasificó | No clasificó | No clasificó | No clasificó | No clasificó |
| 2004     | No clasificó | No clasificó | No clasificó | No clasificó | No clasificó | No clasificó | No clasificó |
| 2008     | No clasificó | No clasificó | No clasificó | No clasificó | No clasificó | No clasificó | No clasificó |
| 2012     | No clasificó | No clasificó | No clasificó | No clasificó | No clasificó | No clasificó | No clasificó |
| 2016     | No clasificó | No clasificó | No clasificó | No clasificó | No clasificó | No clasificó | No clasificó |
| 2020     | No clasificó | No clasificó | No clasificó | No clasificó | No clasificó | No clasificó | No clasificó |
| 2024     | No clasificó | No clasificó | No clasificó | No clasificó | No clasificó | No clasificó | No clasificó |
| Total    | 0/17         | -            | -            | -            | -            | -            | -            |

### Liga de Naciones de la UEFA
| Liga de Naciones de la UEFA | Liga de Naciones de la UEFA | Liga de Naciones de la UEFA | Liga de Naciones de la UEFA | Liga de Naciones de la UEFA | Liga de Naciones de la UEFA | Liga de Naciones de la UEFA | Liga de Naciones de la UEFA | Liga de Naciones de la UEFA | Liga de Naciones de la UEFA |
| Año                         | L                           | G                           | Ronda                       | J                           | G                           | E                           | P                           | GF                          | GC                          |
| --------------------------- | --------------------------- | --------------------------- | --------------------------- | --------------------------- | --------------------------- | --------------------------- | --------------------------- | --------------------------- | --------------------------- |
| 2018-19                     | D                           | 2                           | Cuarto lugar                | 6                           | 0                           | 0                           | 6                           | 0                           | 16                          |
| 2020-21                     | D                           | 2                           | Tercer lugar                | 4                           | 0                           | 2                           | 2                           | 0                           | 3                           |
| 2022-23                     | D                           | 2                           | Tercer lugar                | 4                           | 0                           | 0                           | 4                           | 0                           | 9                           |
| 2024-25                     | D                           | 2                           | Primer lugar                | 4                           | 2                           | 1                           | 1                           | 5                           | 3                           |
| Total                       | Total                       | Total                       | 4/4                         | 18                          | 2                           | 3                           | 13                          | 5                           | 31                          |

## Clasificación FIFA
| AÑO/MES | ENE                                            | FEB                                            | MAR                                            | ABR                                            | MAY                                            | JUN                                            | JUL                                            | AGO            | SEP            | OCT            | NOV            | DIC            |
| ------- | ---------------------------------------------- | ---------------------------------------------- | ---------------------------------------------- | ---------------------------------------------- | ---------------------------------------------- | ---------------------------------------------- | ---------------------------------------------- | -------------- | -------------- | -------------- | -------------- | -------------- |
| 1993    | No existía la clasificación mundial de la FIFA | No existía la clasificación mundial de la FIFA | No existía la clasificación mundial de la FIFA | No existía la clasificación mundial de la FIFA | No existía la clasificación mundial de la FIFA | No existía la clasificación mundial de la FIFA | No existía la clasificación mundial de la FIFA | 119.º (8)      | 118.º (8)      | 122.º (8)      | 120.º (8)      | 121.º (8)      |
| 2008    | 197.º (6)                                      | 198.º (5)                                      | 198.º (5)                                      | 199.º (4)                                      | 200.º (0)                                      | 199.º (0)                                      | 199.º (0)                                      | 200.º (0)      | 200.º (0)      | 200.º (0)      | 201.º (0)      | 201.º (0)      |
| 2009    | 201.º (0)                                      | 201.º (0)                                      | 201.º (0)                                      | 202.º (0)                                      | 202.º (0)                                      | 202.º (0)                                      | 203.º (0)                                      | 203.º (0)      | 203.º (0)      | 203.º (0)      | 203.º (0)      | 203.º (0)      |
| 2010    | 203.º (0)                                      | 203.º (0)                                      | 202.º (0)                                      | 202.º (0)                                      | 202.º (0)                                      | –                                              | 202.º (0)                                      | 202.º (0)      | 203.º (0)      | 203.º (0)      | 203.º (0)      | 203.º (0)      |
| 2011    | 203.º (0)                                      | 203.º (0)                                      | 202.º (0)                                      | 202.º (0)                                      | 202.º (0)                                      | 203.º (0)                                      | 203.º (0)                                      | 203.º (0)      | 203.º (0)      | 203.º (0)      | 204.º (0)      | 206.º (0)      |
| 2012    | 206.º (0)                                      | 205.º (0)                                      | 205.º (0)                                      | 205.º (0)                                      | 205.º (0)                                      | 206.º (0)                                      | 205.º (0)                                      | 206.º (0)      | 206.º (0)      | 207.º (0)      | 207.º (0)      | 207.º (0)      |
| 2013    | 207.º (0)                                      | 207.º (0)                                      | 207.º (0)                                      | 207.º (0)                                      | 207.º (0)                                      | 207.º (0)                                      | 207.º (0)                                      | 207.º (0)      | 207.º (0)      | 207.º (0)      | 207.º (0)      | 207.º (0)      |
| 2014    | 207.º (0)                                      | 207.º (0)                                      | 207.º (0)                                      | 207.º (0)                                      | 207.º (0)                                      | 207.º (0)                                      | 208.º (0)                                      | 208.º (0)      | 208.º (0)      | 208.º (0)      | 180.º (55)     | 179.º (55)     |
| 2015    | 179.º (55)                                     | 180.º (55)                                     | 181.º (55)                                     | 194.º (40)                                     | 194.º (40)                                     | 192.º (40)                                     | 192.º (40)                                     | 192.º (40)     | 193.º (40)     | 196.º (35)     | 196.º (35)     | 198.º (28)     |
| 2016    | 198.º (28)                                     | 198.º (28)                                     | 198.º (28)                                     | 200.º (20)                                     | 200.º (20)                                     | 200.º (20)                                     | 200.º (20)                                     | 200.º (20)     | 201.º (17)     | 201.º (17)     | 202.º (17)     | 202.º (17)     |
| 2017    | 202.º (17)                                     | 202.º (17)                                     | 203.º (17)                                     | 204.º (12)                                     | 204.º (12)                                     | 204.º (12)                                     | 204.º (12)                                     | 204.º (12)     | 204.º (10)     | 204.º (10)     | 204.º (11)     | 204.º (11)     |
| 2018    | 204.º (11)                                     | 204.º (11)                                     | 204.º (11)                                     | 205.º (8)                                      | 205.º (8)                                      | 203.º (8)                                      | –                                              | 203.º (876)    | 204.º (871)    | 209.º (862)    | 211.º (854)    | 211.º (854)    |
| 2019    | –                                              | 211.º (854)                                    | –                                              | 211.º (848)                                    | –                                              | 211.º (839)                                    | 211.º (839)                                    | –              | 210.º (835)    | 209.º (831)    | 209.º (824)    | 209.º (824)    |
| 2020    | –                                              | 209.º (824)                                    | –                                              | 209.º (824)                                    | –                                              | 209.º (824)                                    | 209.º (824)                                    | –              | 210.º (811)    | 210.º (811)    | 210.º (810)    | 210.º (810)    |
| 2021    | –                                              | 210.º (810)                                    | –                                              | 210.º (804.71)                                 | 210.º (804.71)                                 | –                                              | –                                              | 209.º (802)    | 210.º (791.17) | 210.º (782)    | 210.º (780.33) | 210.º (780.33) |
| 2022    | –                                              | 210.º (780.33)                                 | 211.º (776.97)                                 | –                                              | –                                              | 211.º (763.82)                                 | –                                              | 211.º (763.82) | –              | 211.º (762.22) | –              | 211.º (763.15) |
| 2023    | –                                              | –                                              | –                                              | 211.° (759.12)                                 | –                                              | 211.° (753.11)                                 | 208.° (753.11)                                 | –              | 207.° (750.27) | 207.° (746.98) | 210.° (741.61) | 210.° (741.61) |
| 2024    | –                                              | 210.° (741.61)                                 | –                                              | 210.° (742.05)                                 | –                                              | 210.° (739.64)                                 | 210.° (739.64)                                 | –              | 210.° (746.05) | 210.° (737.04) | 210.° (747.42) | 210.° (747.42) |
| 2025    | –                                              | –                                              | –                                              | 210.° (741.36)                                 |                                                |                                                |                                                |                |                |                |                |                |

Clasificación de la FIFA más alta: 118.º (23 de septiembre de 1993)

Clasificación de la FIFA más baja: 211.º (29 de noviembre de 2018)

Mejor progresión de la historia: 

Peor progresión de la historia: 

Fuente: Ficha de San Marino en FIFA Archivado el 25 de noviembre de 2016 en Wayback Machine. y Estadísticas FIFA Archivado el 12 de junio de 2018 en Wayback Machine.

Colores: *Dorado =1.º puesto; *Plateado =2.º puesto; *Bronce =3.º puesto; *Celeste =Top 10.º; *Rosado =Peor posición